# Stenotarsus planicollis
Stenotarsus planicollis es una especie de coleóptero de la familia Endomychidae.

## Distribución geográfica
Habita en Brasil.